# 內侍司
内侍司又稱作尚侍所，乃是古代日本在律令官制轄下的後宮十二司之一，由女官、女房構成。

## 職掌
内侍司的職責主要是在天皇身邊，擔任奏請、傳宣（内侍宣）或替天皇捧劍璽等工作，同時在宮中有典禮節慶時擔任引導，近似於天皇的秘書。由於此職位相當重要，因此於內侍司供職者，須對於學問、禮儀等有一定程度。此外，供奉於京都御所溫明殿（内侍所）的三神器之一八咫鏡，也是由內侍司負責掌管。

## 地位
内侍司的地位在律令制的規定下，因職掌內容而越顯重要。平城天皇大同二年（807年），其所寵的藤原藥子擔任尚侍一職，平城天皇為此將尚侍曾原本的從五位升級為從三位，造成日後藥子之亂的遠因。
平安時代中期以後，改革後宮十二司的組織，內侍司吸收其於十一司的職能，成為唯一專職後宮的官職。其中內侍司長官尚侍、次官典侍甚至成為天皇的妃嬪，此後內侍司長官便改由三官掌侍取代。

## 結構
1. 尚侍：内侍司長官，定員二名，官位相當為從五位或從三位。尚侍多由攝關家之女擔任。原本，奏請、傳宣的職務只能由尚侍擔任，典侍則無資格，但平安時代中期後，尚侍成為天皇的妃嬪，因尚侍的職務改由典侍擔任。鎌倉時代開始，不再任命尚侍。
2. 典侍：內侍司次官，定員四名，官位相當於從六位或從四位。典侍多由以大納言、中納言為主的公卿之女擔任。
3. 掌侍：內侍司三次官，定員正官四名、副官二名，官位相當約從七位或從五位。現在所說的內侍，通常是指掌侍。天皇遷都時，三神器亦要相隨，其中的天叢雲劍是由掌侍負責隨奉。尚侍、典侍侍妾化後，掌侍成為內侍司實際上的最高長官，並改稱勾當內侍，官階也提升到從二位或從三位。奏請、傳宣一職亦改由勾當內侍擔任。
4. 女孺：内侍司下級女官，定員百名，負責一般雑務。